# زاوية خنيزة
قرية زاوية خنيزة هي إحدى القرى التابعة لمركز كوم حمادة في محافظة البحيرة في جمهورية مصر العربية. حسب إحصاءات سنة 2006، بلغ إجمالي السكان في زاوية خنيزة 2514 نسمة، منهم 1280 رجل و1234 امرأة.